# Tina Snow
Tina Snow es el segundo extended play de la rapera estadounidense Megan Thee Stallion. Fue lanzado el 11 de junio de 2018 por 1501 Certified Entertainment y 300 Entertainment. Cuenta con el sencillo Big Ole Freak, su primer entrada en el Billboard Hot 100 estadounidense. El alter ego Tina Snow se inspiró en el alter ego de Pimp C, Tony Snow.

## Lista de Canciones
| Tina Snow |                                 |             |          |  |
| N.º       | Título                          | Producer(s) | Duración |  |
| 1.        | «WTF I Want»                    |             | 2:17     |  |
| 2.        | «Hot Girl»                      |             | 3:16     |  |
| 3.        | «Good At»                       |             | 3:50     |  |
| 4.        | «Freak Nasty»                   |             | 2:53     |  |
| 5.        | «Cognac Queen»                  |             | 3:42     |  |
| 6.        | «Neva»                          |             | 2:35     |  |
| 7.        | «Big Ole Freak»                 |             | 3:34     |  |
| 8.        | «Tina Montana»                  |             | 2:51     |  |
| 9.        | «Make a Bag» (con Moneybagg Yo) |             | 2:16     |  |
| 10.       | «Cocky AF»                      |             | 2:57     |  |
| 30:16     |                                 |             |          |  |

## Charts
| Chart (2019)                 | Peak position |
| ---------------------------- | ------------- |
| Estados Unidos Billboard 200 | 166           |